# Скрытое
«Скрытое» (фр. Caché) — экзистенциальная кинопритча австрийского режиссёра Михаэля Ханеке 2005 года. Главные роли исполнили Даниэль Отей и Жюльетт Бинош. В фильме режиссёр отказался от использования закадровой музыки.
Фильм был снят в 2004 году. Режиссёр фильма, Ханеке, писал сценарий, сразу же планируя участие в фильме Отея и Бинош. Сначала он намеревался просто описать чувство вины и детские воспоминания главного героя, а позднее он узнал о Парижском погроме 1961 года, и добавил его в сюжет.
Премьера картины состоялась 14 мая 2005 года в рамках 58-го Каннского кинофестиваля, где она была удостоена ряда наград, в том числе призов ФИПРЕССИ и за режиссуру Ханеке. На исходе 2009 года ведущие печатные издания, в том числе лондонская газета Times, признали этот фильм одним из величайших свершений в мировом киноискусстве последнего десятилетия.

## Сюжет
Жорж Лоран, ведущий литературного обозрения на телевидении, начинает получать видеокассеты с записями членов его семьи, снятыми тайно с улицы. Со временем к записям добавляются рисунки, нарисованные словно детской рукой и изображающие человека, у которого изо рта идёт кровь, или петуха с отрубленной головой. Обращение в полицию ни к чему не приводит, поскольку состава преступления в записях нет. Однако Жорж чувствует, что над ними нависла опасность, поскольку записи приобретают всё более личный характер: так, на одной из них снят дом, в котором Жорж провёл детство. У Жоржа возникают подозрения, которыми он не делится с женой. Он посещает свою мать, по-прежнему живущую в доме, где родился Жорж, и спрашивает её о некоем Маджиде, однако мать говорит, что не видела его столько же, сколько Жорж.

На очередном видео Жорж видит улицу Ленина в небольшом городке, а затем камера показывает дом и номер квартиры. Жорж едет туда и встречает Маджида, человека, которого он знал ребёнком. Маджид утверждает, что не ждал Жоржа и не посылал ему записи, однако Жорж угрожает Маджиду и уходит. Анне он не говорит о встрече с Маджидом, но затем они получают новую кассету, на которой снят именно этот разговор. Жоржу приходится признать, что он обманывал жену. Он рассказывает, что когда ему было шесть лет, родители Маджида, работавшие у его родителей, исчезли после восстания алжирцев-иммигрантов, и его родители хотели усыновить Маджида. Однако Жорж наябедничал на Маджида, и его отдали в детский дом.

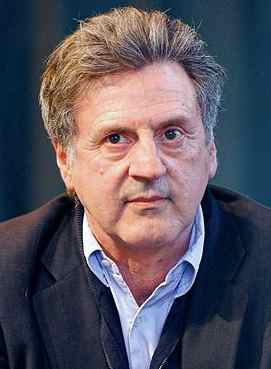
Даниэль Отей, исполнитель роли Жоржа

Однажды вечером сын Жоржа и Анны Пьеро не приходит домой. Они обращаются в полицию, и та арестовывает Маджида и его сына, однако они утверждают, что ничего не знают. Утром Пьеро приводит мать его одноклассника, у которого Пьеро остался ночевать, ничего не сказав родителям. В разговоре с матерью Пьеро намекает, что ему не нравятся слишком близкие отношения Анны с Пьером, другом их семьи, однако Анна утверждает, что они с Пьером просто друзья.
Маджид по телефону просит Жоржа приехать к нему, и когда тот приезжает, говорит, что не имеет отношения к видеозаписям. Затем Маджид перерезает себе горло на глазах у Жоржа. Жорж в шоке бродит по улицам города, а вечером приходит домой и рассказывает Анне, что именно он в детстве сказал родителям. Сначала он соврал, что Маджид кашляет кровью, однако врач не подтвердил этого, а затем Жорж попросил Маджида убить петуха и сказал родителям, что Маджид сам хотел его напугать.
К Жоржу на работу приходит сын Маджида и говорит, что хочет поговорить с Жоржем. Жорж обвиняет юношу в том, что это он терроризировал его семью видеокассетами, и говорит, что не испытывает угрызений совести.
В финальных кадрах показан подъезд школы, где учится Пьеро. После уроков, когда Пьеро выходит из школы, к нему подходит сын Маджида и они о чём-то говорят. Затем сын Маджида уходит, а Пьеро идёт с друзьями в другую сторону.

## В ролях

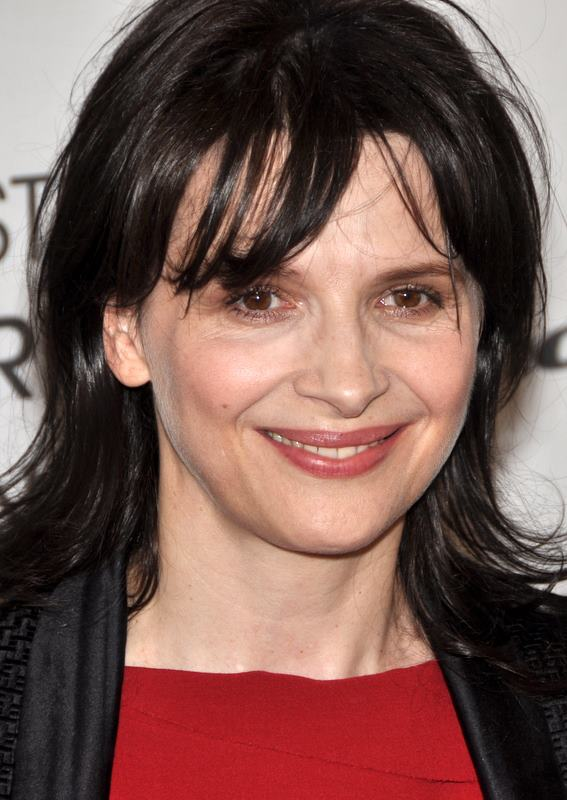
Жюльет Бинош, исполнительница роли Анны

| Актёр              | Роль        |
| ------------------ | ----------- |
| Даниэль Отей       | Жорж Лоран  |
| Жюльет Бинош       | Анн Лоран   |
| Лестер Македонский | Пьеро Лоран |
| Морис Бенишу       | Маджид      |
| Валид Афкир        | сын Маджида |
| Даниэль Дюваль     | Пьер        |
| Анни Жирардо       | мама Жоржа  |